# 牛牯墩
牛牯墩是香港一個已消失地名，指新界荃灣的一座山丘。該山丘於1955年因為荃灣新市鎮發展而夷平山坡，居民被遷至大窩口徙置區，原址發展為荃灣官立工業中學（今香港考試及評核局荃灣評核中心）。
牛牯墩之西部以前是三棟屋村（今三棟屋博物館），東北設有天后廟及三棟屋村的水井。